# Lézard des Pyrénées
Iberolacerta bonnali
Espèce
Synonymes
- Lacerta monticola bonnali Lantz, 1927

Statut de conservation UICN

 NT  : Quasi menacé
Iberolacerta bonnali, le Lézard des Pyrénées, ou Lézard de Bonnal, est une espèce de sauriens de la famille des Lacertidae.

## Répartition
Le Lézard de Bonnal est endémique des Pyrénées centro-occidentales, où il occupe la section de la chaîne qui s'étend du massif du pic du Midi d'Ossau (Pyrénées-Atlantiques, France) au massif du pic de Peguera (Lleida, Espagne). Il s'agit d'une espèce inféodée à la moyenne et à la haute montagne (étages subalpin et alpin) qui se rencontre de 1 560 m (alt. min. connue) à 3 160 m (alt. max. connue). La majorité des populations inventoriées jusqu'ici se situe entre 2 000 m et 2 500 m d'altitude (Pottier et al. 2013, Pottier 2016).
C'est, de loin, la plus largement distribuée des trois espèces pyrénéennes d'Iberolacerta : son aire de répartition intéresse 40 carrés UTM 10 km x 10 km, contre 7 pour le Lézard d'Aurelio (I. aurelioi) et 6 pour le Lézard du Val d'Aran (I. aranica) (Pottier 2016).
En France, cette espèce se rencontre dans trois départements et deux régions : Pyrénées-Atlantiques (Nouvelle-Aquitaine), Hautes-Pyrénées et Haute-Garonne (Occitanie). En Espagne, elle se rencontre dans deux provinces et deux communautés autonomes : Huesca (Aragon) et Lleida (Catalogne) (Pottier 2016).

## Description
La taille et les proportions corporelles sont sensiblement les mêmes que celles d’Iberolacerta aranica et Iberolacerta aurelioi. La longueur museau-cloaque est de 4,5 cm à 5,8 cm chez les mâles (5,2 cm) et de 4,5 cm à 6,5 cm chez les femelles (5,5 cm). La queue est deux fois plus longue que le corps et la longueur totale maximale est comprise entre 19 et 20 cm chez les plus grands individus à queue intacte. Les nouveau-nés mesurent (LMC) de 2,3 à 2,7 cm (2,5 cm) pour un poids de 0,3 à 0,5 g (0,4 g). Leur taille et leur poids sont donc comparables à ceux d’I. aranica, mais ils sont sensiblement plus petits que ceux d’I. aurelioi. Leur aspect est similaire à celui des adultes (robe proche de celle des femelles), à l’exception d’une queue parfois discrètement bleuâtre ou verdâtre.
L’écaille rostrale et l’écaille internasale sont très généralement en contact (97,2 % des cas), de même que la supranasale et la première loréale (79,4 % des cas). On compte 36 à 49 rangées longitudinales d’écailles dorsales (42,5) et 6 rangées longitudinales d’écailles ventrales. Les granules supraciliaires sont peu nombreux voire absents : 0 à 10.
Il existe une grande variabilité de l’écaillure céphalique et une fréquence élevée d’anomalies diverses (plaques fusionnées, divisées ou difformes).
Peu remarquable et assez variable, semblable dans ses grands traits à celle de nombreux petits lacertidés européens, la robe d’I. bonnali possède cependant quelques particularités : aspect métallisé plus ou moins discret (or, platine, cuivre, bronze) des bandes dorso-latérales claires au niveau des épaules (plus étroites que chez I. aranica et I. aurelioi) ; absence de ligne vertébrale foncée sur le dos (régulière chez Podarcis muralis) ; caractère uni ou faiblement tacheté de brun pâle de la bande foncée des flancs ; absence d’une ornementation séquencée sur la queue, laquelle présente donc un aspect uni ou ligné (ce qui est rarement le cas chez P. muralis). La face ventrale est toujours blanche (jamais jaune ou orangée), avec parfois une zone noire sur la partie antérieure de certaines écailles. Certains individus présentent parfois des taches bleu pâle ténues sur les ventrales externes, de façon moins fréquente qu’I. aranica. La teinte de fond de la face dorsale varie de gris-brun à brun, avec présence variable de taches et mouchetures foncées. Plusieurs cas de mélanisme sont connus, de même que des cas de leucisme. Le mâle reproducteur est plus massif que la femelle et on note un net renflement dans la partie basale de sa queue, dû à la présence des hémipénis (Arribas 1993, Arribas 2000, Pottier 2016).

## Éthologie - Phénologie
Comme I. aranica et I. aurelioi, I. bonnali opère ses premières sorties au moment de la fonte des neiges, c'est-à-dire de courant mai à courant juin selon l’épaisseur locale de la couche et la rapidité de la fonte. La fin de l’hivernage est donc variable selon les localités, puisque celles-ci s’échelonnent d'environ 1 500 m à 3 300 m. L’entrée en hivernage a invariablement lieu durant la seconde moitié de septembre chez les adultes, et durant la première moitié d’octobre chez les juvéniles. Au total, les adultes (mâles et femelles) ne sont actifs que durant 4 mois environ, et les subadultes durant 4,5 à 5 mois. L’activité journalière de cette espèce paraît débuter plus tôt en juin (solstice d’été) que durant les mois suivants.
L’activité journalière d’I. bonnali ne paraît pas conditionnée par le sexe ou l’âge des individus. Par temps ensoleillé, Arribas (2010) note que les lézards sont observés de 08h00 à 12h30 (GMT), avec un pic de 09h00 à 11h00. La température du sol et surtout des rochers (surtout) devenant trop élevée dès la mi-journée (jusqu'à 50°c voire 60°C), les observations sont généralement rares ou nulles l’après-midi, sauf lorsque des nuages viennent à voiler le soleil (cas fréquent dans les Pyrénées, où les nuages d’orage se forment souvent dès la fin de la matinée ou le début de l’après-midi). Chez I. bonnali, la température corporelle moyenne (cloaquale) des individus actifs est de 29,2°C pour un air de 9,4°C à 27,4°C et un substrat de 15,6°C à 41,8°C. En conséquence, les longues périodes anticycloniques, qui entraînent des températures de substrat trop élevées (très largement supérieures à 25°C) et une déshydratation du biotope, sont de loin les moins favorables à l'observation de ces lézards. La détectabilité maximale correspond aux premières journées de beau temps après un long passage froid et pluvieux (voire neigeux) (Pottier 2016).
La longévité de l’espèce est vraisemblablement similaire à celle d’I. aurelioi, soit au moins 17 ans chez les mâles et 14 ans chez les femelles.

## Nourriture
Les Iberolacerta pyrénéens sont des prédateurs d’arthropodes, la consommation de vers et de mollusques apparaissant dérisoires. Leur régime alimentaire est cependant assez diversifié en terme taxinomique. Amat et al. (2008) ont analysé le contenu de 289 crottes d’I. aurelioi (espèce à l'alimentation très voisine, sinon identique) contenant 966 restes de proies, au sein d’une population établie à 2 300 m d’altitude en Andorre. D’après ces auteurs, les restes d’arthropodes les plus abondants sont ceux de coléoptères (16,4 %), hyménoptères (13,2 %), diptères (9,9 %), araignées (7,3 %), homoptères (7,3 %), lépidoptères (7 %) et orthoptères (4,5 %). La famille des Formicidae est remarquablement présente (20,2 %, avec un important pic de consommation en septembre) et ils soulignent par ailleurs que les insectes volants représentent 30 % du total des proies. Ils notent en outre la présence régulière de restes de lézards (écailles, mais aussi deux orteils entiers) dans les crottes, ce qui indique un cannibalisme plus ou moins occasionnel.

## Prédateurs
Iberolacerta aranica, I. aurelioi et I. bonnali subissent assurément une pression de prédation, comme l'indique sans ambiguïté la proportion d'individus à queue autotomisée au sein des populations : 48 % des mâles et 47,5 %  des femelles chez I. bonnali, 68,3 % et 55,3 % chez I. aranica, 54,4 % et 59,8 % chez I. aurelioi. Les jeunes présentent des taux d'autotomie plus faibles, de l'ordre de 10 % à 20 %. Cependant, étant donné qu'il s'agit d'espèces à maturité sexuelle tardive, taux de reproduction faible et grande longévité, il est clair que la prédation reste, chez ces lézards, un phénomène moins fréquent que chez d'autres petits Lacertidae vivant à plus basse altitude (Podarcis sp. par ex.), bien plus productifs et bien moins longévives (Arribas 2014)..
Les prédateurs ne sont pas tous clairement identifiés. Arribas (2014) ne cite que quatre espèces ayant fait l'objet d'observations directes, incontestables : Carabus (Eucarabus) cristofori (Coleoptera), Sarcophaga protuberans (Diptera), Chionomys nivalis (Rodentia) et Vipera aspis (Squamata).
Trois serpents sympatriques au moins sont des prédateurs avérés ou potentiels de ces lézards : Arribas (2014) cite de façon certaine la prédation d’I. aranica par la Vipère aspic (Vipera aspis), laquelle partage fréquemment l'habitat des trois espèces (plusieurs observations en France) (Pottier 2012). La Coronelle lisse (Coronella austriaca) est nettement saurophage et consomme certainement ces lézards dans les localités où elle cohabite avec eux, mais elle n'atteint pas l'étage alpin et ne semble a priori pouvoir exercer une action prédatrice que sur quelques populations subalpines. La Couleuvre verte-et-jaune (Hierophis viridiflavus), enfin, atteint rarement des altitudes suffisamment élevées pour entrer en contact avec ces espèces. O. Arribas l’a cependant observée à 2 265 m dans le massif du Mont Roig, dans les environs immédiats d’une population d’I. aurelioi. Mais les Pyrénées sont à cet endroit particulièrement ensoleillées (climat à tonalité continentale) et les reptiles y atteignent des altitudes bien plus élevées qu'ailleurs (records d'altitude pyrénéens chez le Lézard ocellé (Timon lepidus) à 2 021 m et le Lézard catalan (Podarcis liolepis) à 2 750 m) (Rivera et al. 2011, Milhau et al. 2012). Il est peu probable que cette couleuvre puisse entrer en contact avec I. bonnali et I. aranica, qui occupent des zones à climat beaucoup moins ensoleillé.
Le même auteur a constaté la consommation d’I. aranica par le Campagnol des neiges (Chionomys nivalis) — probablement durant la nuit ou l’hivernage — et signale la possible prédation des Iberolacerta pyrénéens par divers petits mammifères (carnivores ou rongeurs opportunistes ne dédaignant pas un apport carné) qui fréquentent les mêmes zones : Hermine (Mustela herminea) (souvent observée au sein même des habitats), Belette (Mustela nivalis) (idem), Renard (Vulpes vulpes) et Lérot (Eliomys quercinus), entre autres.
Divers oiseaux peuvent être légitimement soupçonnés de prédation : Crave à bec rouge (Pyrrhocorax pyrrhocorax), Chocard à bec jaune (Pyrrhocorax graculus), Faucon crécerelle (Falco tinnunculus), Tichodrome échelette (Tichodroma muraria) et divers autres passereaux (Turdidae surtout) ... Le Circaète Jean-le-Blanc (Circaetus gallicus) chasse fréquemment des reptiles à moyenne et haute altitude mais ce grand rapace ne semble guère pouvoir être intéressé, a priori, par les petits lézards que sont les Iberolacerta. Aux étages subalpin et alpin pyrénéens, il capture essentiellement des Vipères aspics adultes. Il convient néanmoins de faire remarquer qu'il peut parfaitement se rabattre sur des proies de petite taille en l'absence de ses proies préférées : Joubert (2001) a par exemple constaté la capture de grosses sauterelles (Tettigoniidae) et de... Lézards des murailles Podarcis muralis, précisant que "Souvent, ces proies passent inaperçues aux yeux de l'observateur car elles sont avalées aussitôt capturées".
Enfin, la consommation sporadique des Iberolacerta pyrénéens par certains grands coléoptères carnassiers du genre Carabus est attestée. D'autres arthropodes sont un facteur de mortalité, tel le diptère Sarcophaga protuberans qui peut parasiter une proportion non négligeable des pontes d'Iberolacerta (jusqu'à 25 % chez I. aurelioi) (Arribas 2014).

## Reproduction
La maturité sexuelle est atteinte à 4 ans chez les mâles, durant la cinquième année de vie calendaire, à une taille (LMC) de 4,5 cm environ. Elle est atteinte à 5 ans chez les femelles, durant la sixième année de vie calendaire, à une taille de 5 cm environ.
Les accouplements semblent se produire très majoritairement après la sortie d’hivernage, principalement en juin mais parfois un peu avant (mai) et quelquefois jusqu’en juillet (Arribas & Galán 2005, Arribas 2014). Des accouplements automnaux (l’automne météorologique débute le 1er septembre) ont cependant été observés et photographiés à deux reprises chez I. bonnali sur le versant français : le 8 septembre 1999 à 2 000 m dans le massif du Montaigu et le 2 septembre 2000 à 2 400 m dans le massif du Néouvielle (Hautes-Pyrénées) (Pottier 2016).
La ponte, qui comporte de 2 à 4 œufs seulement, est déposée entre fin juin et début juillet sous une pierre plate favorablement exposée, en terrain drainant (pente plus ou moins terreuse exposée au sud). L'incubation dure de 31 à 36 jours et les éclosions se produisent donc généralement de fin juillet à début août.

## Protection
C'est une espèce intégralement protégée par la loi en France (arrêté du 19 novembre 2007 fixant les listes des amphibiens et des reptiles protégés sur l'ensemble du territoire et les modalités de leur protection). Ce lézard est par ailleurs menacé d'extinction (par le réchauffement climatique global, essentiellement) et, à ce titre, listé en qualité d'espèce "Vulnérable" sur la dernière Liste rouge de l'UICN des espèces menacées en France (UICN 2015).
Il est inscrit à l'annexe 2 de la directive européenne "Habitats-faune-flore" et bénéficie donc d'une bonne inclusion au réseau Natura 2000. Une partie de l'effectif français se situe par ailleurs dans la zone centrale du Parc national des Pyrénées et deux réserves naturelles hébergent l'espèce : la Réserve naturelle nationale du Néouvielle  et la Réserve naturelle régionale d'Aulon, toutes deux situées dans le département des Hautes-Pyrénées.
Le Lézard de Bonnal et les deux autres espèces pyrénéennes d'Iberolacerta présentes en France (Lézard du Val d'Aran et Lézard d'Aurelio) font l'objet d'un Plan national d'action du ministère, visant à optimiser leur conservation. Un premier volet a déjà été réalisé (2013-2017) sous l'égide de la DREAL de Midi-Pyrénées et de l'association Nature Midi-Pyrénées. Un second volet (2020-2029) est en cours de réalisation, piloté par la DREAL d'Occitanie et l'association Nature en Occitanie.

## Systématique
Ce lézard a originellement été décrit par L.-A. Lantz en 1927 comme une sous-espèce du Lézard monticole ibérique (Lacerta monticola) (décrit par George Albert Boulenger en 1905), lui-même assigné au sous-genre Podarcis. Le nom scientifique complet proposé par Lantz est donc : Lacerta (Podarcis) monticola bonnali (Lantz 1927). Il faudra attendre les années 1990 et le résultat des importants travaux du chercheur espagnol Oscar Arribas, confirmé par diverses investigations moléculaires (Carranza et al. 2004, Crochet et al. 2004), pour que la communauté scientifique admette la réalité matérielle d'une espèce parfaitement distincte, appartenant de surcroît à un genre nouveau.

## Étymologie
Ce taxon a été dédié par l'herpétologiste alsacien Amédée Louis Lantz (1886-1953) au pyrénéiste bigourdan Jean-Louis Bonnal (1874-1954), de Montgaillard, qui a découvert l'espèce en 1922 au lac Bleu de Bigorre (vallée de Lesponne, Hautes-Pyrénées). Le fait que certains auteurs, contemporains de l’intéressé et ayant échangé avec lui, accolent une particule à son patronyme (« M. de Bonnal », « M. le comte de Bonnal ») (voir par ex. Lantz 1927 ou Beck 1943) provient manifestement de recherches généalogiques menées par J.-L. Bonnal, qui lui avaient fait constater que la famille Bonnal descendait d’une lointaine noblesse d’Auvergne (Daniel Bonnal com. pers.) (Pottier 2016).

## Publications originales
- Amat F., Pérez-Mellado V., Hernández-Estévez J.A. & García-Díez T. 2008 – Dietary strategy of a Pyrenean lizard, Iberolacerta aurelioi, living in a poor resources alpine environment. Amphibia-Reptilia 29 : 329-336
- Arribas O. 1993 - Estatus específico para Lacerta (Archaeolacerta) monticola bonnali Lantz, 1927 (Reptilia, Lacertidae). Bol. R. Soc. Hist. Nat. (Sec. Biol.) 90 (1-4): 101-112.
- Arribas O. 2000 - Taxonomic revision of the Iberian “Archaeolacertae” III: Diagnosis, morphology and geographic variation of Iberolacerta bonnali (Lantz, 1927) (Squamata: Sauria: Lacertidae). Herpetozoa 13 (3/4): 99-131.
- Arribas O & Galán P. 2005 – Reproductive characteristics of the Pyrenean high-mountain lizards: Iberolacerta aranica (Arribas, 1993), I. aurelioi (Arribas, 1994) and I. bonnali (Lantz, 1927). Animal Biology 55 (2): 163-190
- Arribas O. 2008 - Lagartija aranesa – Iberolacerta aranica, Lagartija pallaresa – Iberolacerta aurelioi, Lagartija pirenaica – Iberolacerta bonnali En: Enciclopedia Virtual de los Vertebrados Españoles. Carrascal, L. M., Salvador, A. (Eds.). Museo Nacional de Ciencias Naturales, Madrid.
- Arribas O. 2010 - Habitat selection, thermoregulation and activity of the Pyrenean Rock Lizard Iberolacerta bonnali (Lantz, 1927) (Squamata: Sauria: Lacertidae). Herpetozoa 22 (3/4): 145 – 166.
- Arribas O. 2014 - ? Cuál es la verdadera época de cópula en Iberolacerta (Pyrenesaura) spp. ? Butll. Soc. Catalana d'Herpetologia 21: 134-142.
- Arribas O. 2014 - Autotomía caudal en las lagartijas de alta montaña de los Pirineos (Iberolacerta Arribas, 1997). Butll. Soc. Catalana Herpetologia 21: 115-126.
- Beck P. 1943 - Note préliminaire sur la faune herpétologique des Hautes Pyrénées. Bull. Sec. Sc. Soc. Acad. Hautes Pyrénées. 1re séance 1942: 48-57.
- Carranza S., Arnold E.-N. & Amat F. 2004 - DNA phylogeny of Lacerta (Iberolacerta) and other lacertine lizards (Reptilia: Lacertidae): did competition cause long-term mountain restriction ? Systematics and Biodiversity 2 (1): 57-77.
- Crochet P.-A., Chaline O., Surget-Groba Y., Debain C. & Cheylan M. 2004 - Speciation in mountains: phylogeography and phylogeny of the rock lizard genus Iberolacerta (Reptilia: Lacertidae). Molecular Phylogenetics and Evolution 30: 860-866.
- Joubert B. 2001 – Le Circaète Jean-le-Blanc. Eveil Nature / Ligue pour la Protection des Oiseaux. Angoulême. 72 p.
- Lantz L.-A. 1927 - Quelques observations nouvelles sur l’herpétologie des Pyrénées centrales. Rev. Hist. Nat. Appliquée 8: 54-61.
- Milhau B., Delmas N., Vergne J. & Pottier G. 2012 – Nouveau record d’altitude pour le Lézard catalan Podarcis liolepis (Boulenger, 1905) (Squamata, Sauria, Lacertidae) dans les Pyrénées. Bull. Soc. Herp. France 144: 15-22.
- Pottier G. 2012 – Plan National d'Actions en faveur des Lézards des Pyrénées Iberolacerta aranica, I. bonnali et I. aurelioi. 2013-2017. MEDDE – DREAL de Midi-Pyrénées – Nature Midi-Pyrénées. 122 p.
- Pottier G. 2016 - Les reptiles des Pyrénées. Publications scientifiques du Muséum National d’Histoire Naturelle. Coll. Patrimoines Naturels. Paris. 350 p.
- Pottier G., Arthur C.-P., Weber L. & Cheylan M. (2013) [2014] : Répartition des lézards du genre Iberolacerta (Arribas, 1997) en France. 3 / 3 : le Lézard de Bonnal Iberolacerta bonnali (Lantz, 1927). Bull. Soc. Herp. France 148 : 425-450.
- Rivera X., Escoriza D., Maluquer-Margalef J., Arribas O. & Carranza F. 2011 – Amfibis i rèptils de Catalunya, País Valencià i Balears. Lynx edicions – Societat Catalana d’Herpetologia. 276 p.
- UICN France, MNHN et SHF 2015 – La Liste Rouge des espèces menacées en France. Chapitre reptiles et amphibiens de France métropolitaine. Paris.